# 長壽花食品
長壽花食品股份有限公司，簡稱長壽花食品股份，以及長壽花食品，前身為中國玉米油股份有限公司（港交所除牌前：1006.HK）是中國最大玉米油的生產商之一，公司的主要生產基地位於山東省。中國玉米油設有品牌長壽花及金銀花。
中國玉米油於2008年在泛歐交易所旗下的巴黎證券交易所創業板上市，集資500萬歐元，其後從巴黎交易所退市。中國玉米油於2009年12月在香港進行公開招股，招股價介乎2.57至3.85港元，集資金額介乎4.5億至6.74億元。

## 外部連結
- 中國玉米油公司網站 （页面存档备份，存于）